# Strada statale 113 dir Settentrionale Sicula
La strada statale 113 dir Settentrionale Sicula è una strada statale italiana che si snoda lungo le coste dello stretto di Messina e del mar Tirreno.

## Storia
La strada statale 113 dir venne istituita nel 1960 con il seguente percorso: "Innesto con la SS 113 a Messina - Ganzirri - Mortelle - Innesto con la SS 113 (km 20+308) presso Villafranca Tirrena."

## Descrizione
La strada costituisce un'alternativa alla strada statale 113 Settentrionale Sicula che nel suo tratto iniziale per giungere da Messina a Villafranca Tirrena attraversa i monti Peloritani scollinando alla portella San Rizzo.
La diramazione invece, che ha inizio da Messina presso la Piazza Unità d'Italia, esce dalla città in direzione nord attraversando i quartieri settentrionali affacciati sullo stretto. Giunta nei pressi di Torre Faro, costeggiando il lago di Ganzirri prima e il lago di Faro poi, la strada volge verso ovest seguendo la linea di costa tirrenica fino ad innestarsi sul tronco principale della statale 113 nei pressi di Villafranca Tirrena.  Circa 11 chilometri della diramazione, fino al Lago di Faro, sono adesso di competenza del Comune di Messina, mentre dal km 11+080 la strada è gestita dall'ANAS.   

### Tabella percorso
| Settentrionale Sicula |                                                     |      |           |
| Tipo                  | Indicazione                                         | ↓km↓ | Provincia |
|                       | Messina Piazza Unità d'Italia Settentrionale Sicula | 0,0  | ME        |
|                       | Annunziata                                          | 2,3  | ME        |
|                       | Paradiso                                            | 3,2  | ME        |
|                       | Contemplazione                                      | 3,7  | ME        |
|                       | Pace                                                | 5,1  | ME        |
|                       | Sant'Agata                                          | 7,7  | ME        |
|                       | Ganzirri Lago di Ganzirri                           | 8,7  | ME        |
|                       | Torre Faro Lago di Faro                             | 11,8 | ME        |
|                       | Mortelle                                            | 12,6 | ME        |
|                       | Casa Bianca                                         | 15,7 | ME        |
|                       | per Faro Superiore                                  | 17,4 | ME        |
|                       | per Acqualadroni                                    | 19,8 | ME        |
|                       | Spartà                                              | 21,5 | ME        |
|                       | San Saba                                            | 26,0 | ME        |
|                       | Rodia                                               | 28,6 | ME        |
|                       | per Salice                                          | 29,6 | ME        |
|                       | Orto Liuzzo                                         | 31,3 | ME        |
|                       | Settentrionale Sicula                               | 32,6 | ME        |